# 子安地蔵堂
子安地蔵堂（こやすじぞうどう）は、愛知県愛知郡東郷町和合南蚊谷にある地蔵堂。
昔から「和合のお地蔵さん」と呼ばれている。1978年（昭和53年）に旧堂が壊され改築された。1725年（享保10年）に建立されたことが、地蔵尊立像の台座の刻字から分かった。